# Aishiteruze Baby
Aishiteruze Baby (jap. 愛してるぜベイベ★★, übersetzt „Ich liebe dich, Baby!“) ist ein Manga der japanischen Zeichnerin Yōko Maki. Das Werk wurde auch als Anime-Fernsehserie umgesetzt.

## Handlung
Der Junge Kippei Katakura (片倉 結平) wird von Mädchen umschwärmt und liebt es, mit seinen Reizen zu spielen und zu flirten. Das beschert ihm aber auch Ärger in der Schule und anderswo. Eines Tages jedoch taucht seine fünfjährige Cousine Yuzuyu Sakashita (坂下 ゆずゆ) bei ihm zu Hause auf, um die er sich fortan kümmern muss. Ihre Mutter ist nach dem Unfalltod des Vaters mit der Erziehung vollkommen überfordert, brachte das Kind deshalb zu den Verwandten und verschwand spurlos.
Anfangs noch etwas widerwillig, von Yuyuzus Charme jedoch bald gefangen genommen, passt er liebevoll auf das kleine Mädchen auf, bringt sie jeden Morgen zum Kindergarten, macht ihr Mittagessen und Ähnliches. Mit der Zeit wird er immer verantwortungsvoller, was auch seine Klassenkameradin Kokoro Tokunaga (徳永 心) beeindruckt, die sich für ihn zu interessieren beginnt.
Weil er jedoch zu viel Zeit für die Erziehung von Yuyuzu benötigt, kommen sie lange Zeit nicht zusammen.
Gegen Ende der Serie taucht Yuyuzus Mutter wieder auf, bittet jedoch noch um weitere Zeit, sich vom Tod ihres Mannes zu erholen und lässt Yuyuzu bis auf weiteres bei Kippei. Der jedoch hat sich inzwischen recht gut mit der Situation arrangiert und kommt doch noch mit Kokoro zusammen.

## Zeichenstil
Der Manga ist im typischen Stil von Shōjo-Mangas gezeichnet. So sind die Panels sehr unterschiedlich gesetzt und es wurde viel mit Rasterfolie gearbeitet. Die Hintergründe sind sauber gestaltet.

## Veröffentlichungen
Der Manga erschien von März 2002 bis Dezember 2004 im Magazin Ribon (Ausgaben 4/2002 bis 1/2005) des Verlags Shūeisha in Japan. Die Geschichte wurde später in sieben Bänden zusammengefasst.
Ab April 2006 erschien der Manga in den USA bei Viz Media. Es erfolgte ebenso eine Übersetzung ins Französische. Tokyopop veröffentlichte den kompletten Manga von Oktober 2008 bis Oktober 2009 auf Deutsch.

## Adaptionen

### Anime
2004 produzierte Tokyo Movie zum Manga Aishiteruze Baby eine 26-teilige Anime-Fernsehserie, bei der Masaharu Okuwaki Regie führte. Das Charakter-Design stammt von Junko Yamanaka und Masatomo Sudō, während die künstlerische Leitung von Seiko Akashi übernommen wurde. An der Produktion waren außerdem die Firmen TMS Entertainment und Toei Video beteiligt. Die Serie wurde erstmals von 3. April bis 9. Oktober 2004 in Japan auf dem Sender Animax ausgestrahlt.
Der Anime wurde auch auf Französisch übersetzt.

#### Synchronisation
| Rolle            | japanischer Sprecher (Seiyū) |
| ---------------- | ---------------------------- |
| Kippei Katakura  | Daisuke Fujita               |
| Kokoro Tokunaga  | Fumina Hara                  |
| Yuzuyu Sakashita | Miyu Tsuzurahara             |

#### Musik
Die Musik der Serie wurde komponiert von Miki Kasamatsu. Der Vorspanntitel Sunny Side Up und das Abspannlied Nennen saisai (年年歳歳) wurden gesungen von Yo Hitoto.

## Rezeption
Laut der Fachzeitschrift MangasZene gelingt es der Mangaka gut, die Figuren differenziert darzustellen. Maki wage sich auch, heikle Themen anzuschneiden, so ist Miki, die Rivalin, auch eine selbstmordgefährdete Ausreißerin. Dennoch sei das Werk sehr humorvoll. Die Charakterdesigns seien gefühlvoll und alles im typischen Shōjo-Stil gehalten. Die Anime-Umsetzung sei eines der Shōjo-Highlights des Jahres 2004 gewesen. Jedoch seien im Anime die Figuren nicht so zeichnerisch gelungen wie im Manga und die Animation sei insgesamt einfach. Die japanischen Synchronsprecher vermittelten ihre Rolle glaubhaft und der Vorspanntitel sunny side up passe gut zur Stimmung.